# Priapizm

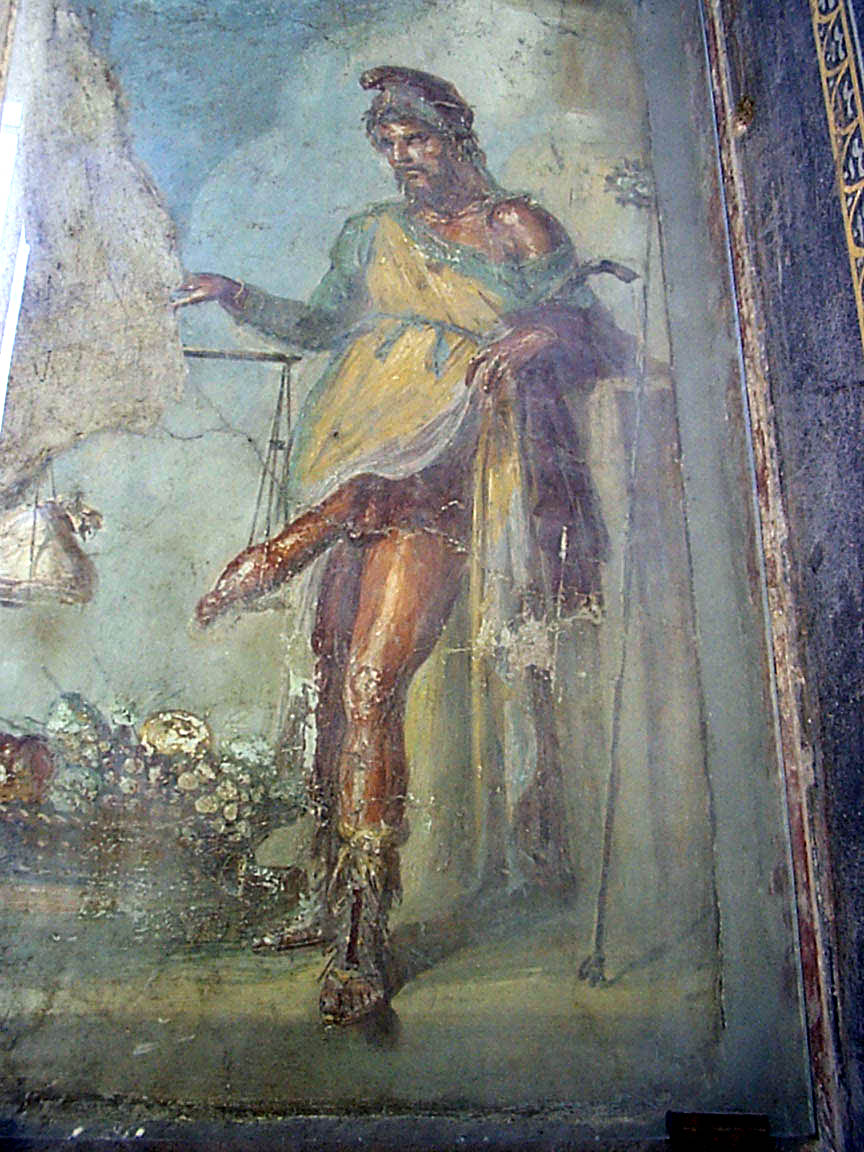
Fresk przedstawiający boga Priapa, Casa Dei Vettii, Pompeje.

Priapizm, ciągotka (łac. priapismus, z gr. πριαπισμός = wzwód) – objaw chorobowy polegający na występowaniu długotrwałego, bolesnego wzwodu członka, który nie jest związany z podnieceniem lub pobudzeniem seksualnym. Nazwa priapizm wywodzi się od starożytnego boga Priapa, którego wizerunki przedstawiały mężczyznę z członkiem w stanie erekcji.

## Przyczyny i patomechanizm
Istnieją dwa zasadnicze mechanizmy powstawania priapizmu:
- niskoprzepływowy (zastoinowy; żylno-okluzyjny), który jest stanem nagłym wymagającym interwencji urologicznej
- wysokoprzepływowy.

Priapizm niskoprzepływowy najczęściej jest idiopatyczny. Może być związany ze stosowaniem niektórych leków (w tym leków do ciał jamistych – papaweryny, alprostadylu), a także może być powiązany z chorobami hematologicznymi, zwłaszcza anemią sierpowatą, białaczkami, talasemiami i chorobą Fabry’ego, nocną napadową hemoglobinurią.
W trakcie stosowania niektórych innych grup leków donoszono o występowaniu priapizmu, są to: leki przeciwnadciśnieniowe, przeciwpsychotyczne (np.: chloropromazyna, klozapina), przeciwdepresyjne (głównie trazodon), przeciwkrzepliwe (heparyna) oraz substancje uzależniające czy narkotyczne (alkohol i kokaina).
Również jad niektórych zwierząt może prowadzić do długotrwałego wzwodu członka (wałęsak brazylijski). Priapizm jest także jednym z objawów urazu kręgosłupa z uszkodzeniem rdzenia kręgowego.
Priapizm typu wysokoprzepływowego powstaje zwykle w następstwie urazu okolicy krocza, rzadziej jest idiopatyczny, a całkiem wyjątkowo występuje w przebiegu anemii sierpowatokrwinkowej.
Analiza 230 przypadków priapizmu wykazała, że w 1/3 ma podłoże idiopatyczne, w 21% uzależniony jest od przyjmowanych leków i alkoholu, u 12% chorych przyczyną patologicznego wzwodu jest uraz krocza, natomiast 11% stanowią przypadki priapizmu w przebiegu niedokrwistości sierpowatokrwinkowej.

## Leczenie[14]

### Priapizm typu niskoprzepływowego
Aspiracja krwi z ciał jamistych i przepłukanie ich solą fizjologiczną.
Jeżeli po dwukrotnej próbie tego typu leczenia brak jest efektu, wówczas należy zastosować powtarzane iniekcje leków o działaniu α-adrenomimetycznym (adrenaliny, noradrenaliny, metaraminolu, fenylefryny lub efedryny) do ciał jamistych.
Przy niepowodzeniu leczenia zachowawczego alternatywą jest leczenie chirurgiczne.

### Priapizm typu wysokoprzepływowego
Jeżeli przyczyną jest uszkodzenie tętnicy głębokiej prącia, z wytworzeniem przetoki tętniczo-jamistej to polecanym sposobem leczenia jest zastosowanie wybiórczej embolizacji uszkodzonej tętnicy.